# بقعة بيتو
بقعة بيتو أو بقع بيتو (بالإنجليزية : Bitot's spots) هي تراكم حطام الكيراتين الموجود بشكل سطحي في ملتحمة العين والموجودة بشكل بيضاوي أوثلاثي الشكل أو غير منتظمة الشكل ، وجود هذه البقع أو البقعة هي علامة على نقص فيتامين ألف وترتبط مع جفاف الملتحمة ، وفي عام 1863 قام العالم والطبيب الفرنسي بيار بيتو (1822 - 1888)بوصف هذه البقع لأول مرة.

## العلاج
- فيتامين ألف .
- بيتا كاروتين (beta-Carotene) .

## روابط خارجية
- Bitot's spots
- BJO Online